# Branch Head
Branch Head is een uitham aan de kust van het eiland Newfoundland in de Canadese provincie Newfoundland en Labrador. Hij bevindt zich aan de westzijde van de St. Mary's Bay, een grote baai van Newfoundlands zuidoostelijke schiereiland Avalon. De hoge, rotsachtige uitham ligt aan de rand van het dorp Branch en wordt gerekend tot de kustregio Cape Shore.
Branch Head is het zuidelijkste punt van de Branch Cove, een inham die ter hoogte van die landtong overgaat in de open wateren van de St. Mary's Bay.
De uitham heeft steile rotswanden die tot wel 79 m boven het water uittorenen. Vlak voor het uiteinde van Branch Head ligt een dubbele rots die bekendstaat als de Hare's Ears ("hazenoren").
Branch Head bestaat, net als een groot deel van de rest van de kustlijn van de Branch Cove, uit gesteente dat rijk is aan fossielen uit het Cambrium. Deze genieten onder de noemer Branch Cove Fossiliferous Rocks erkenning als een gemeentelijke erfgoedsite.

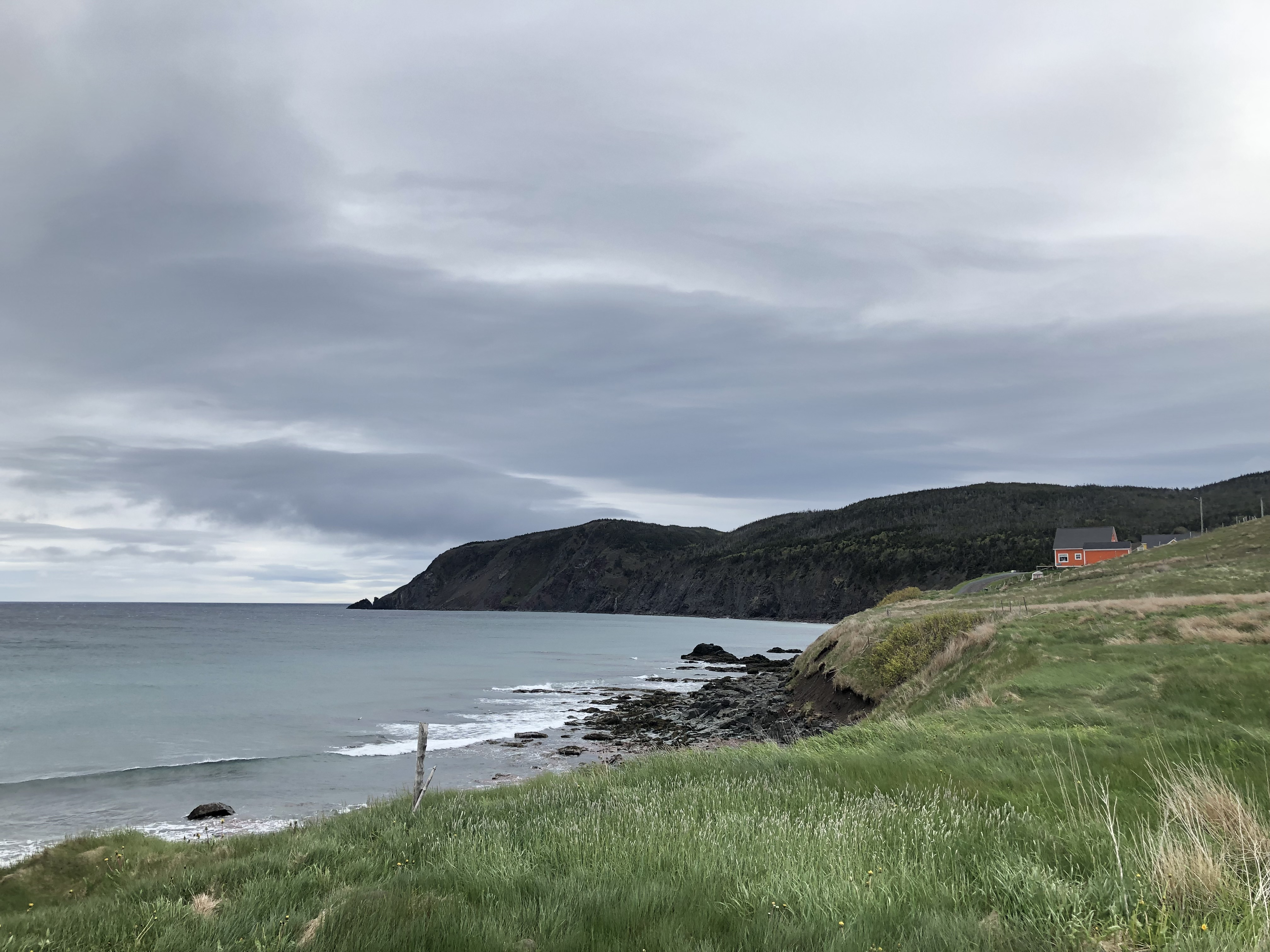
Branch Head met uiterst links de Hare's Ears deels zichtbaar